# کولکشن (فیلم)
کولکشن فیلم ترسناک آمریکایی و محصول سال ۲۰۱۲ است. کارگردان فیلم مارکوس دانستن بوده و این فیلم در واقع ادامه کولکتور است که در سال ۲۰۰۹ عرضه شد است.

## داستان
در ابتدای فیلم با نمایش چند آگهی اینطور نشان داده می‌شود که مرد نقابدار به‌عنوان یک قاتل سریالی برای چند قتل اخیر شناخته شده و یکی از مجرمینی‌ست که پلیس به‌شدت به‌دنبال اوست. آرکین که در ادامهٔ قسمت قبلِ فیلم، یکی از قربانیان این قاتل است.
در یک جشن شبانه، دختری به نام النا متوجه یک جعبهٔ بزرگ در اتاق ساختمان می‌شود. با بازکردن آن، آرکین که بسیار زخمی و ضعیف بود، موفق به نجات جان دختر از یک تله که روی دیوار کار گذاشته شده‌بود می‌شود. همچنین در مرکز اصلی جشن، مرد نقابدار با چرخاندن یک خرمن‌کوب بزرگ، همهٔ کسانی را که در آنجا بودند به قتل می‌رساند. افرادی نیز که فرار کردند در قسمت‌های دیگر اسیر تله‌های این قاتل زنجیره‌ای می‌شوند. یکی از این تله‌ها، له‌شدن افراد درون قفسی بود که به‌آرامی کوچک و کوچک‌تر می‌شود و قاتل از بالا شاهد این ماجرا بود و درحالی‌که النا خارج از قفس در حال دیدن این منظره با ترس و وحشت بود، متوجه او می‌شود و سپس قاتل، النا را می‌گیرد. در این بین، آرکین با قراردادن یک جنازه به‌عنوان سپر برای خود، موفق به پریدن از پنجرهٔ ساختمان به بیرون می‌شود.
در بیمارستان، آرکین به‌خاطر سوابقی که داشت دستگیر می‌شود و مورد بازجویی قرار می‌گیرد. پدر النا، که شخصی پول‌دار بود، با جمع‌کردن یک تیم، و اجبار آرکین به راهنمایی کردن آنها، به‌قصد شکار مرد نقابدار به‌دنبال وی می‌روند تا پیش از اینکه او دخترش را بکشد، «اِما» را یافته و نجات دهند و…

## پیوندها
- وب‌گاه رسمی
- کولکشن در بانک اطلاعات اینترنتی فیلم‌ها
- کولکشن در راتن تومیتوس